# Vạn Giã
Vạn Giã là thị trấn huyện lỵ của huyện Vạn Ninh, tỉnh Khánh Hòa, Việt Nam.

## Địa lý
Thị trấn Vạn Giã nằm ở trung tâm huyện Vạn Ninh, cách thành phố Nha Trang khoảng 60 km về phía bắc, có vị trí địa lý:
- Phía đông giáp biển Đông và xã Vạn Thắng
- Phía tây và phía bắc giáp xã Vạn Phú
- Phía nam giáp xã Vạn Lương.

Thị trấn có diện tích 2,85 km², dân số năm 2000 là 19.985 người, mật độ dân số đạt 7.012 người/km².

## Lịch sử
Thị trấn Vạn Giã được thành lập vào ngày 23 tháng 10 năm 1978 trên cơ sở tách thôn Tân Mỹ thuộc xã Vạn Thạnh và một phần thôn Phú Cang thuộc xã Vạn Phú. Khi mới thành lập, thị trấn thuộc huyện Khánh Ninh.
Ngày 5 tháng 3 năm 1979, huyện Khánh Ninh được chia thành hai huyện Ninh Hòa và Vạn Ninh, thị trấn Vạn Giã trở thành huyện lỵ huyện Vạn Ninh.
Ngày 11 tháng 8 năm 2000, Chính phủ ban hành Nghị định 32/2000/NĐ-CP. Theo đó, sáp nhập toàn bộ 82 ha diện tích tự nhiên và 4.150 người của thôn Lương Hải thuộc xã Vạn Lương vào thị trấn Vạn Giã.
Sau khi điều chỉnh địa giới hành chính, thị trấn Vạn Giã có 285 ha diện tích tự nhiên và 19.985 người.
Ngày 22 tháng 9 năm 2010, Bộ Xây dựng ban hành Quyết định 855/QĐ-BXD về việc công nhận thị trấn Vạn Giã là đô thị loại IV.

## Hành chính
Thị trấn Vạn Giã gồm có 15 tổ dân phố: 1, 2, 3, 4, 5, 6, 7, 8, 9, 10, 11, 12.13,14,15

## Di tích
- Chùa Linh Sơn